# Copestylum fornax
Copestylum fornax là một loài ruồi trong họ Ruồi giả ong (Syrphidae). Loài này được Townsend mô tả khoa học đầu tiên năm 1895. Copestylum fornax phân bố ở miền Tân bắc